# Человек-краб с Марса
«Человек-краб с Марса» (англ. Lobster Man From Mars) — фантастическая комедия, снятая в 1988 году режиссёром Стэнли Шеффом. Фильм является стилизацией под фильмы «категории B» 1950-х годов. Премьера фильма состоялась 29 января 1989 года на кинофестивале Санденс.

## Сюжет
Молодой кинорежиссёр Стив Хоровитц (Дин Якобсен) с нетерпением ожидает встречу с крупным кинопродюсером из Голливуда Дж. П. Шелдрейком (Тони Кёртис). У Шелдрейк большие проблемы с налоговым департаментом, которому он должен несколько миллионов долларов. Его бухгалтер разрабатывает схему, которая позволяет списать налоговые издержки, если он снимет новый фильм. Вооружившись этим несложным планом, он соглашается снять фильм Стива, который называется «Человек-краб с Марса».

## В ролях
- Тони Кёртис — кинопродюсер Дж. П. Шелдрейк
- Патрик Макни — профессор Плокостомос
- Дебора Формен — Мэри
- Дин Якобсон — Стив Хоровиц
- Энтони Хикокс — Джон
- Минди Кеннеди — Тамми
- Фил Проктор — Лу
- Тим Халдман — Марвин
- Бобби Пикетт — король Марса
- Ава Фабиан — королева Марса
- Билли Барти — мистер Трокмортон